# 메탈로보카
메탈로보카는 아성다이소가 판매하고 있는 변신로봇 완구이다.
구형 메탈로보카는 무기가 없으나, 신형 메탈로보카는 무기가 추가되었다.

## 로봇 제품 목록

### 구형 로봇
※ 이 제품들은 다이소뿐 아니라 이마트에서도 판매되었었다.
- 데저트: 비클 모드는 랜드로버 레인지로버.
- 블래스터: 비클 모드는 쉐보레 카마로 5세대. 트랜스포머의 범블비와 유사한 형태를 하고 있다.
- 소닉: 비클 모드는 람보르기니 무르시엘라고.
- 엑스트라: 비클 모드는 람보르기니 우루스.

### 신형 로봇
사이즈가 소형에서 중형으로 변경되었다.
- 썬더: 비클 모드는 람보르기니 베네노. 리메이크 시에는 비클 모드 루프에 썬루프와 비슷한 유리가 추가되었다.
- 싸이클론: 비클 모드는 부가티 베이론.
- 그라운드: 비클 모드는 쉐보레 카마로 6세대. (일반 모델이었다가 ZL1 모델로 변경되었다.) 전신 제품으로 추정되는 블래스터와 마찬가지로 트랜스포머의 범블비와 유사한 모습을 하고 있다.
- 플레임: 비클 모드는 W 모터스 라이칸 하이퍼스포트.
- 글래셔: 비클 모드는 페라리 라페라리.
- 드래곤: 비클 모드는 BMW i8.
- 히어로: 비클 모드는 포르쉐 911. 다른 로봇들과 달리 구매하기가 어렵다.

## 로봇 제품들의 특징
- 모두 다 5000원에 판매되고 있다.
- 구형 로봇과 달리 신형 로봇은 비클 모드에서의 루프를 분리하여 방패로 사용할 수 있다.
- 블래스터, 그라운드는 카마로로 변신하는 로봇이다.
- 신형 제품 변신 설명서에서는 로봇들의 머리가 모두 다 똑같은 형태로 인쇄되어 있다.
- 변신이 매우 쉬운 편이다.